# Копирайтинг
Копира́йтинг (англ. copywriting, где copy — текстовый материал, write — писать) — написание текста с целью рекламы или других форм маркетинга. Это тексты, которые стимулируют рост продаж или популяризируют товар, компанию, услугу, человека или идею.
Копирайтеры — люди, которые пишут текст с целью рекламы или других форм маркетинга. Например: слоганы, сценарии для ТВ- и радиороликов, event-мероприятий, рекламные статьи, нативные статьи и пр.
Слово «копирайтер» (copywriter) трактуется как «писатель рекламных текстов».
В рунете под копирайтингом понимают написание информационных и рекламных текстов, которые продвигают и наполняют интернет-ресурсы.

## Виды

### Копирайтинг прямого отклика
Востребован в прямой рекламе — той, что призывает здесь и сейчас сделать нужное действие: заказ, звонок, клик. Подобные тексты побуждают пользователя незамедлительно купить товар или воспользоваться услугой.
В рамках рекламного агентства копирайтер работает в паре с арт-директором («креативная пара»).
Одним из пионеров копирайтинга в "директ-маркетинге" считается Джон Кейплз (1900—1990). Его книга «Проверенные методы рекламы» (Tested Advertising Methods) впервые вышла в США в 1932 году и претерпела многочисленные переиздания благодаря своей непроходящей актуальности. Книга издана на русском языке в 2011 году.
Джозеф Шугерман, другой известный рекламный специалист в области директ-маркетинга конца XX века, признан одним из самых эффективных и плодовитых копирайтеров Америки. Его книга — «Искусство создания рекламных посланий». «Справочник выдающегося американского копирайтера» («The Adweek Copywriting Handbook: The Ultimate Guide to Writing Powerful Advertising and Marketing Copy from One of America’s Top Copywriters») также не раз переиздавалась в России.

### Имиджевый копирайтинг
Как элемент брендинга работает на отсроченную продажу — закрепление образа торговой марки в сознании потребителя или просто создание нужного имиджа товару, услуге, компании, человеку, идее. Одним из инструментов имиджевого копирайтинга является создание блоговых статей на сайтах компаний и брендов. Полезный и уникальный контент помогает привлечь потенциальных клиентов, а также повышает авторитет бренда в глазах интернет-пользователей.

### Информационный копирайтинг
В современной трактовке под копирайтингом также понимают написание текстов для веб-сайтов или даже любое написание текстов на заказ. Такое употребление слова не отражено в словарях, и является неточным, хотя и часто встречающимся. Перетекание смысла связано с тем, что в русском языке отсутствует словарный аналог термина англ. website content writer — наиболее распространённая калька — «вебрайтер».
Под информационным копирайтингом, в частности, веб-копирайтингом в первую очередь подразумевается написание оригинальных авторских текстов — обзоров, аналитики, описаний товаров и услуг. В этом смысле он перекликается с журналистикой и пиаром с одной стороны и копирайтингом прямого отклика — с другой.
Ещё одной особенностью информационного копирайтинга для веб-сайтов является специальная подготовка или оптимизация — внедрение ключевых слов и фраз для повышения релевантности с точки зрения поисковых систем. Общепринятый термин для обработанных таким образом текстов — SEO-копирайтинг (от англ. search engine optimization). Одним из эффективных методов SEO-копирайтинга считается применение латентно-семантического анализа (LSI), когда создаются тексты смежных тематик, определяющиеся поисковыми системами как «экспертные».
Копирайтингом ошибочно могут называть тексты, техническая уникальность которых близка к 100 %. Для определения технической уникальности используется автоматизированное ПО, сверяющее фрагменты текста с аналогичными текстами, размещёнными в сети. Результатом измерений является соотношение найденных фрагментов с общим объёмом текста — чем больше совпадений, тем больше вероятность того, что текст является плагиатом или компиляцией.

## Образование
Традиционно уровень образования, необходимый для того, чтобы стать копирайтером, чаще всего был степенью бакалавра в области английского языка, рекламы, журналистики или маркетинга. Это всё ещё часто имеет место для штатных копирайтеров. Однако сегодня копирайтеры-фрилансеры могут научиться ремеслу на курсах копирайтинга или у наставников. Многие клиенты принимают или даже предпочитают писать образцы формальным копирайтингу.
В 2018 году Бюро статистики труда США сообщило о средней годовой зарплате писателей и авторов в размере 62 170 долларов. В 2019 году PayScale.com заявил, что ожидаемая зарплата копирайтеров колеблется от 35 000 до 73 000 долларов.

## Рерайтинг
Отличием копирайтинга от рерайтинга является полная оригинальность структуры и содержания текста, заимствования допускаются лишь в целях цитирования либо при использовании устоявшейся терминологии, например, в текстах медицинской или юридической тематики, где вольная трактовка некоторых терминов абсолютно недопустима. Данное правило справедливо для всех видов копирайтинга, в том числе и SEO-копирайтинга.

## Известные копирайтеры
Джон Эмори Пауэрс (1837—1919) был первым в мире копирайтером, работавшим полный рабочий день. С тех пор некоторые копирайтеры стали хорошо известны в индустрии, потому что они основали крупные рекламные агентства, а другие — благодаря своей работе на протяжении всей жизни. Многие творческие художники работали копирайтерами, прежде чем прославиться в других областях.
Дэвид Огилви (1911—1999) известен как отец рекламы. Он также известен своей знаменитой цитатой, посвященной автомобилям Rolls-Royce: «При скорости 60 миль в час самый громкий звук в этом новом Rolls-Royce исходит от электрических часов».  Он также написал несколько запоминающихся книг в области рекламы, таких как «Огилви о рекламе» и «Признания рекламного агента».
Лео Бернетт (1891—1971) был назван журналом Time одним из 100 самых влиятельных людей 20 века. Он был основателем Leo Burnett Worldwide. Его незабываемый Marlboro Man — одна из самых успешных рекламных кампаний. Его компания была приобретена Publicis groupe в 2002 году.